# 谌取荣
谌取荣（？—？），男，中国国际关系学者，曾任中国现代国际关系研究所所长，第八、九届全国政协委员。